# Wappen der Vojvodina
Das Wappen der Vojvodina ist das offizielle Wappen der autonomen Provinz Vojvodina.

## Beschreibung
Das Wappen ist in drei Felder unterteilt. Diese enthalten die Wappen der drei historischen Regionen der Vojvodina.
Oben links ist der Apostel Paulus abgebildet, ein goldenes Schwert und eine Bibel in Händen haltend. Dieser Teil des Wappens repräsentiert das Wappen von Batschka. Der Bereich oben rechts enthält die Darstellung eines goldenen Löwen, dessen Ursprung im Wappen des Temescher Banats liegt. Der untere Teil zeigt einen Hirsch, der dem Wappen von Syrmien entstammt und in ähnlicher Form im Wappen der kroatischen Gespanschaft Vukovar-Srijem enthalten ist.

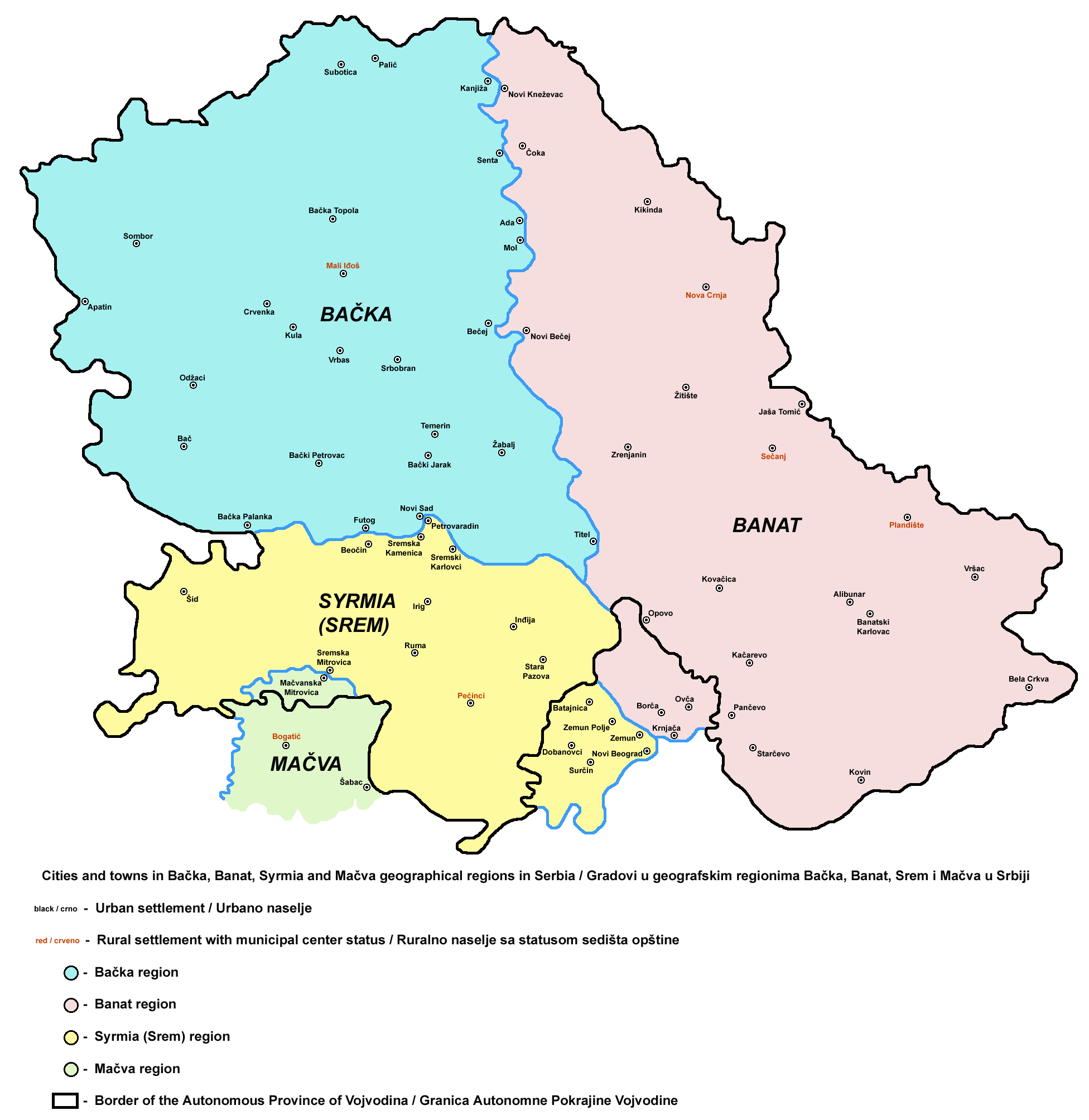
Die drei historischen Regionen der Vojvodina
Wappen der Gespanschaft Vukovar-Srijem